# Lophocampa sobrina
Lophocampa sobrina är en fjärilsart som beskrevs av Heinrich Benno Möschler 1878. Lophocampa sobrina ingår i släktet Lophocampa och familjen björnspinnare. Inga underarter finns listade i Catalogue of Life.